# Helena (série télévisée)
Pour les articles homonymes, voir Helena.
Helena (Felicidade) est une telenovela brésilienne en 203 épisodes de 45 minutes, écrite par Manoel Carlos d'après huit contes d'Aníbal Machado, et diffusée entre le 7 octobre 1991 et le 30 mai 1992 sur le réseau Globo.
En France, le feuilleton a été remonté en 140 épisodes de 24 minutes et diffusé du printemps jusqu'à l'automne 1994 sur RTL, rediffusé du 17 avril au 27 octobre 1995 sur la même chaîne, devenue RTL9 et enfin rediffusé du 16 juin au 26 décembre 1997 sur Téva.

## Synopsis
Helena est une jeune femme belle et déterminée qui vit dans la ville tranquille de Vila Feliz, Minas Gerais, bien qu'elle n'ait jamais caché son désir de déménager à Rio de Janeiro et de progresser dans la vie, qui a toujours été désapprouvée par les autres habitants du lieu. assez conservateur, qui l'a toujours considéré comme inadéquat et progressif, faisant de la fille la cible de commérages malveillants. Lors d'un passage rapide, l'homme d'affaires de Rio de Janeiro connaît la jeune femme et ils tombent amoureux au premier regard juste avant leur départ. Il est fiancé à Deborah gâtée, une jeune fille riche et beaucoup plus jeune - seulement 19 ans - qui a la jalousie malsaine et les attaques névrotiques. À la recherche d'une vie meilleure, Helena épouse l'ingénieur agricole Mário, qui passe un certain temps dans la ville pour élaborer quelques études, ce qui génère un mécontentement à José Diogo, poète qui a toujours été amoureux d'elle. Mais la relation ne dure que quelques mois après que le garçon découvre la fausse grossesse de la fille pour essayer de le satisfaire.
Après son départ pour Rio de Janeiro, Helena commence à vendre des vêtements pour bébés, ce qui lui permet de grandir tout seul. En outre, la jeune femme trouve Álvaro et les deux commencent une romance torride, qui finit par être interrompue par les cadres de Deborah. Croyant que les deux sont toujours engagés et trompés, Helena ne dit pas à l'entrepreneur qu'elle est enceinte et décide d'élever sa fille toute seule, loin de sa ville et sans l'aide de ses parents ou de son passé. Huit ans se sont écoulés, Alvaro a épousé Deborah et a eu un fils, Alvinho, tandis que Helena possède un magasin de vêtements pour enfants traditionnel avec une clientèle fidèle et se développe. C'est à ce moment que les deux se retrouvent, et en essayant d'éviter le contact, Bia a Alvinho, finissent par développer une grande amitié, qui les rassemble à nouveau. Deborah, qui a développé des problèmes psychologiques aigus à cause de sa jalousie et de son sentiment de possession, ne fait aucun effort pour séparer les enfants et éloigner son mari de son rival.
Seulement dans l'avant-dernier chapitre du roman, Helena révèle à Bia qu'Alvaro est son père. Sachant cela, Deborah, complètement dérangée, décide de tuer le rival. Elle tire même sur Helena, mais elle finit par blesser Alvaro. Quand elle se rend compte qu'elle va perdre son mari à Helena, Debora s'enfuit, incontrôlée. Elle finit par souffrir d'un grave accident et devient paralysée. Dans le dernier chapitre, Débora part pour Londres faire un traitement et retourner à la marche. Cinq ans passent, et Helena est à nouveau enceinte d'Alvaro et ils vivent heureux avec Bia et Alvinho.

## Distribution
- Maitê Proença : Helena de Sousa
- Tony Ramos (VF : Patrice Baudrier) : Álvaro Peixoto
- Vivianne Pasmanter (VF : Laurence Dourlens) : Débora Meireles
- Herson Capri (VF : Bernard Demory) : Mário Silvano
- Marcos Winter : José Diogo